# Grace Jones

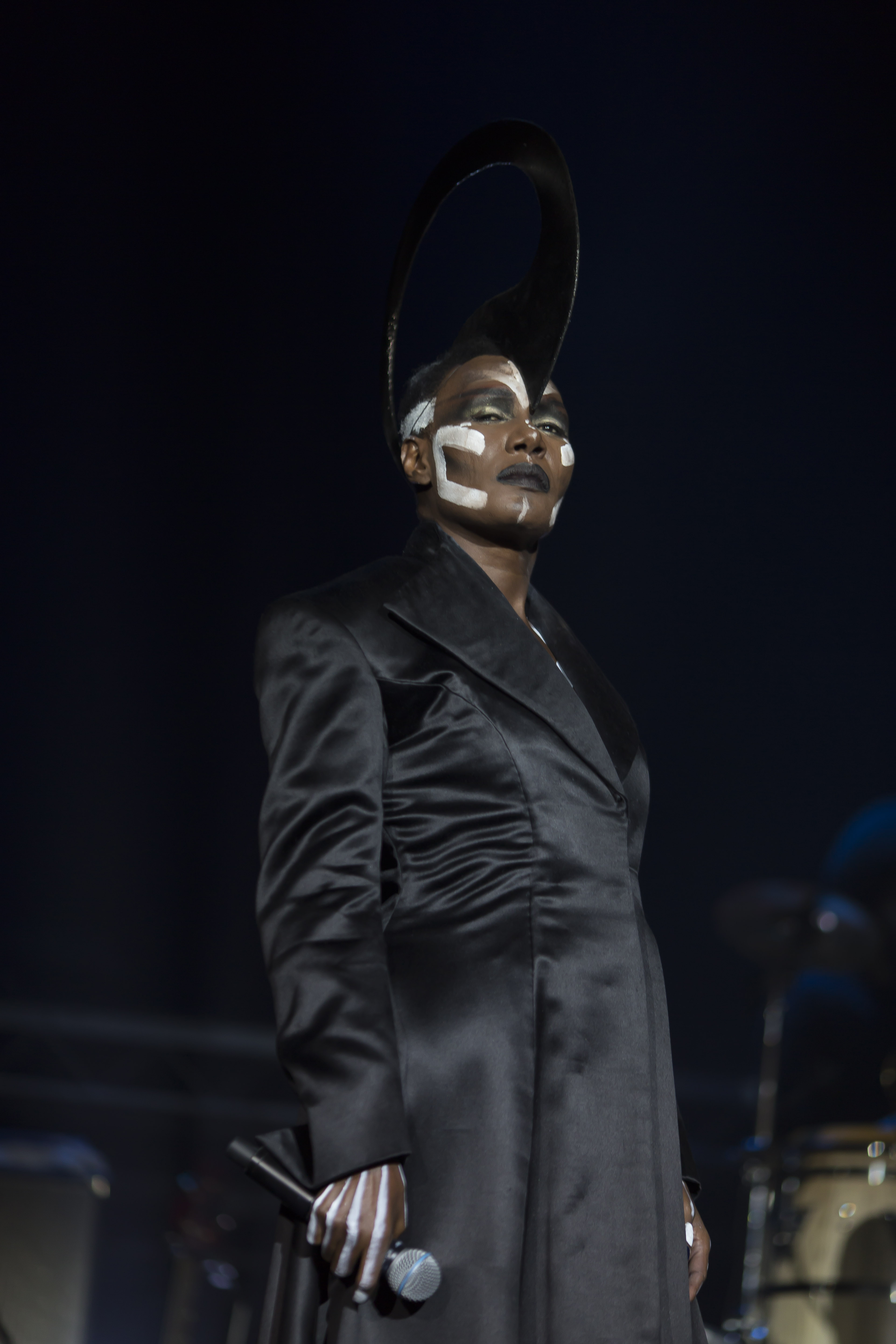
Grace Jones (2015)

Grace Beverly Jones, Pseudonym Grace Mendoza (* 19. Mai 1948 in Spanish Town bei Kingston) ist eine jamaikanische Sängerin, Schauspielerin und Performancekünstlerin.
Als ehemaliges Model ist sie bekannt für ihre extravagante Kleidung und ausgefallenen Auftritte, z. B. in Männerkleidung oder in Gorilla-Kostümen. Ihr gestyltes, androgynes und betont unterkühltes Image ist bedeutender Bestandteil ihrer Auftritte.

## Kindheit, Modelkarriere und Disco

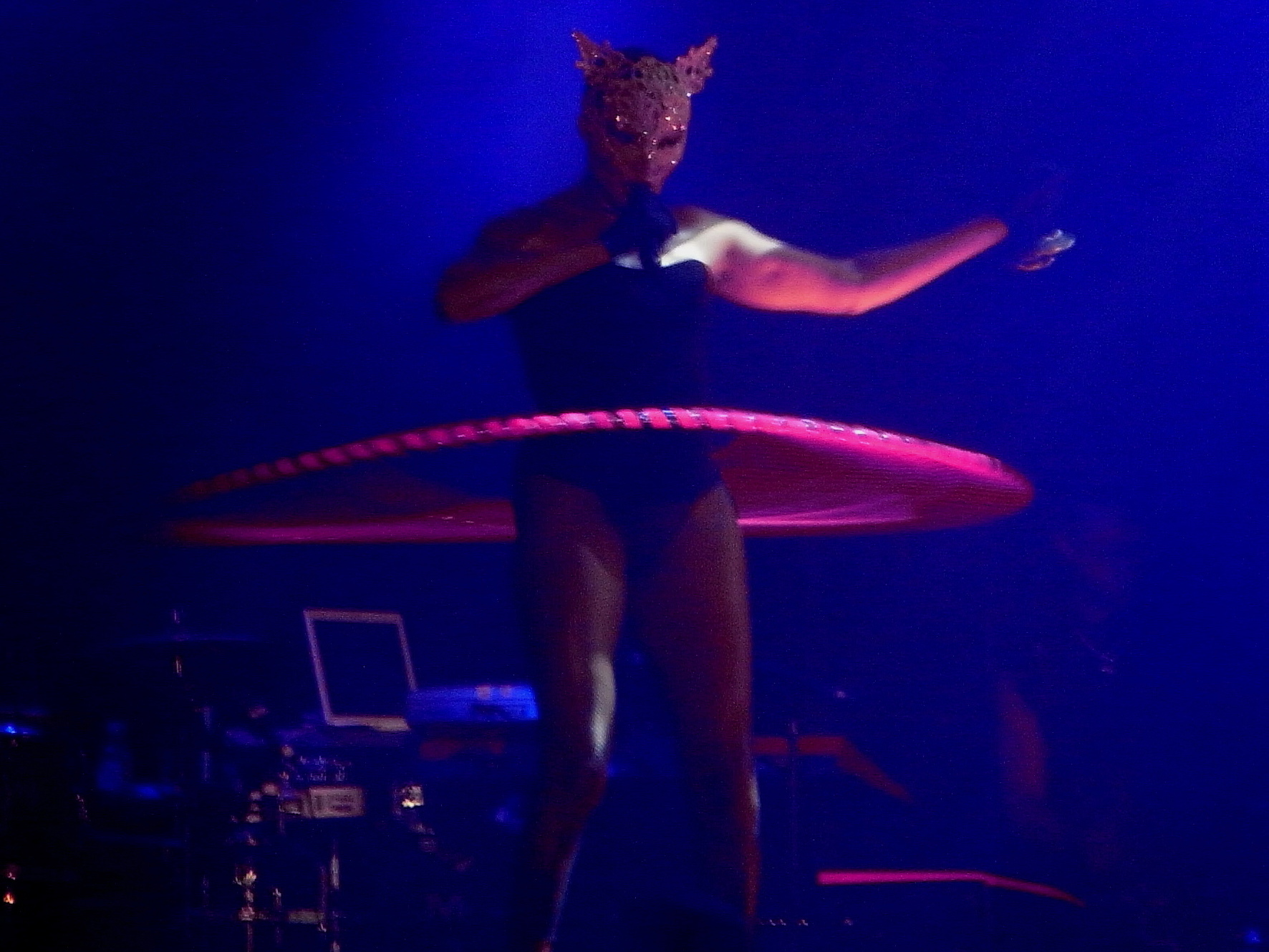
Grace Jones (2009)

Grace Jones’ Mutter, Marjorie Williams (1930–2017), stammte aus einer tiefreligiösen Familie. Ihr Vater, Robert Winston Jones (1924–2008), stammte aus einer Familie, aus der jamaikanische Politiker und Verwaltungskräfte hervorgingen. Die Eltern zogen Mitte der 1950er Jahre in die USA, wo der Vater als Prediger arbeitete und 1956 die Apostolic Church of Jesus Christ in Syracuse im Bundesstaat New York gründete. Grace Jones und ihre vier Geschwister blieben in Jamaika bei der Großmutter mütterlicherseits und deren zweitem, 20 Jahre jüngeren Ehemann Peart, der von den Kindern nur 'Mas. P.' (Master P) genannt wurde. In ihrer Autobiografie I’ll Never Write My Memoirs (New York, 2015) sowie in dem 2017 gedrehten Dokumentarfilm Grace Jones: Bloodlight and Bami erzählt Jones von der strengen religiösen Erziehung sowie Schlägen und Misshandlungen, die sie und ihre Geschwister durch den Mann ihrer Großmutter erleiden mussten.
In der ersten Hälfte der 1960er Jahre holten die Eltern die Kinder in die USA. Dort wurde ein weiteres Kind geboren. Jones besuchte das Onandaga Community College in Syracuse. Sie trat in die Theater-Klasse ein und ging mit ihrem Lehrer und der neu gegründeten Gruppe The Ruskin Players auf Tournee. In Philadelphia angekommen, kehrte sie nicht mehr ins Elternhaus zurück. Um nicht erkannt zu werden, arbeitete sie unter dem Künstlernamen „Grace Mendoza“ als Go-go-Tänzerin in Nachtclubs und bewarb sich um kleinere Model-Jobs. Ein erstes Vorsingen bei den Musikproduzenten Kenny Gamble und Leon Huff in Philadelphia scheiterte aufgrund ihrer Nervosität. Nach einem Aufenthalt in New York, wo sie bei der Modelagentur Black Beauty unter Vertrag stand, wechselte sie zu der 1967 gegründeten Agentur Wilhelmina Models und freundete sich u. a. mit dem Modezeichner Antonio Lopez an.
In der ersten Hälfte der 1970er Jahre wechselte Jones nach Paris und arbeitete mit Jerry Hall, mit der sie ein Zimmer teilte, und Jessica Lange für die Agentur Euro Planning (später Prestige). Größere Aufträge folgten: Jones wurde von Helmut Newton fotografiert und erschien zum ersten Mal auf einer Titelseite des französischen Jugendmagazins 20 Ans. Später folgten Titelseiten für Vogue und Elle. In dieser Zeit erhielt sie ihren ersten Plattenvertrag und nahm Gesangsstunden. Ihren ersten Auftritt als Sängerin hatte sie 1976 während einer Tournee mit Issey Miyake durch Japan. Zum Ende der Show Issey Miyake and Twelve Black Girls präsentierte sie in einem Hochzeitskleid den Song I Need a Man, der ihre erste von Tom Moulton produzierte Single wurde. Bis 1979 veröffentlichte sie die Alben Portfolio (1977), Fame (1978) und Muse (1979), die von der Disco-Mode geprägt waren. Die Albumcover wurden von Richard F. Bernstein gestaltet.
Zu ihrem 30. Geburtstag gab sie ein Konzert im Studio 54, wo sie regelmäßig zu Gast war. Sie pendelte zwischen Paris und New York und gab Konzerte in der Pariser Diskothek Le Palace und in der New Yorker Paradise Garage. Von den Disco-Alben blieb vor allem die lange Coverversion von Édith Piafs La vie en rose (1977) in Erinnerung, in der sich Jones einer radikalen Wandlung unterzog. 1978 nahm sie an der Gay Pride Ralley im New Yorker Central Park teil, was von Rosa von Praunheim in seinem Dokumentarfilm Armee der Liebenden oder Revolte der Perversen (1972–1978) festgehalten wurde.
1978 verklagten Alice Schwarzer, Inge Meysel und weitere prominente Frauen die Zeitschrift Stern aufgrund entwürdigender Frauendarstellungen im Rahmen der sogenannten Sexismus-Klage. Auslöser war u. a. ein Titelbild des Magazins von Helmut Newton, das Jones unbekleidet in Fußketten gelegt zeigte.

## Imagewechsel Anfang der 1980er Jahre: A One Man Show
Nach der Veröffentlichung von Muse verspürte Grace Jones das Bedürfnis nach einer Veränderung: „Disco war ein Unfall, innerhalb von ein paar Jahren hatte ich meine drei Disco-Alben veröffentlicht, produziert von Tom Moulton. Sie wurden mehr seine Vision als meine […] Ich wurde zur Dekoration, und das langweilte mich.“ Mit Chris Blackwell, dem Gründer von Island Records, stellte sie eine Gruppe von Studiomusikern zusammen, die Compass Point All Stars, die aus Sly Dunbar, Robbie Shakespeare, Barry Reynolds, Wally Badarou und Alex Sadkin bestanden.
In dieser Kombination entstanden die drei folgenden Alben: Warm Leatherette (1980), Nightclubbing (1981) und Living My Life (1982). Die Musik bestand aus einem Stilmix von Reggae, New Wave und elektronischen Elementen und bezog sowohl afrikanische, jamaikanische als auch europäische Einflüsse ein. Jones entwickelte einen kühl wirkenden Sprechgesang und war an den Produktionen beteiligt. Aufgenommen wurden die Alben in den Compass Point Studios in Nassau auf den Bahamas. Sie enthielten Coverversionen von Nightclubbing, ursprünglich gesungen von Iggy Pop (geschrieben von Pop und David Bowie), Love Is the Drug von Roxy Music, Private Life von den Pretenders, Walking in the Rain von Flash and the Pan, Warm Leatherette von The Normal und She’s Lost Control von Joy Division. Optisch wurde der Imagewandel von dem französischen Illustrator Jean-Paul Goude umgesetzt, den Jones Ende der 1970er Jahre kennenlernte.
Ihre Konzerte eröffnete sie, in Anlehnung an Marlene Dietrichs Auftritt in Blonde Venus, in einem Gorillakostüm, in dem sie trommelnd eine Treppe auf der Bühne bestieg und, auf dem Plateau angekommen, aus der Verkleidung stieg. Begleitet wurde sie von männlichen, sich roboterhaft bewegenden Komparsen, die Grace-Jones-Masken trugen und in die gleichen Armanianzüge wie die Sängerin gekleidet waren, so dass der Betrachter diese auf der Bühne nicht mehr identifizieren konnte. Die Bühnenausstattung und die wechselnden Kostüme waren durch den Minimalismus und Kubismus beeinflusst, enthielten Elemente des Musiktheaters, des Absurden und des Happenings. Über weite Strecken der Show wurden die Scheinwerfer auf das Publikum gerichtet.
Zu Pull Up to the Bumper lief Jones über einen Laufsteg in die Zuschauer, zog einzelne Personen auf die Bühne und deutete eine Penetration an, in der sie die männliche Rolle einnahm. Zu Living My Life trug sie einen Rock, der an die Kostümentwürfe Oskar Schlemmers erinnerte, und führte einen Revolver an die Schläfe. Nach Auslösen des Schusses setzte die Musik ein. Jones fiel zu Boden und sang im Liegen: „You hate me for living my life, you kill me“. Zitat Jones: „Als wir es zuerst aufführten, klatschten die Leute nicht. Sie verstanden nicht, was vor sich ging. Und dann klappten ihre Kiefer nach unten. Es war ein leichter Schockzustand. Da war nicht Grace Jones auf der Bühne, es war Grace Jones, die Grace Jones spielte, mit Hilfe von anderen, die Grace Jones spielten. Unmittelbar während der Show dachte ich, es wäre ein kompletter Flop, außer dass niemand das Theater verließ. Sie blieben. Sie schauten …“ Die One Man Show erschien 1982 als 45-minütiges Video und erhielt eine Grammy-Nominierung.
Mit Goude hatte Grace Jones eine mehrjährige Beziehung, aus der der 1979 geborene Sohn Paulo hervorging. Das Kulturmagazin Aspekte widmete der Sängerin 1981 einen Beitrag zum Erscheinen des Albums Nightclubbing und zeigte einen Ausschnitt aus der One Man Show, in dem Jones I’ve Seen That Face Before (Libertango) von Astor Piazzolla sang. Nightclubbing wurde von der englischen Musikzeitschrift New Musical Express zum Album des Jahres 1981 gewählt. Duncan Fallowell veröffentlichte im Mai 1981 in Sounds eine Titelgeschichte über Jones, Pop der polymorphen Perversionen. Anfang 1982 veröffentlichte Diedrich Diederichsen den Artikel Sexualität und Wahrheit über Jones im gleichen Magazin. Ein weiterer Artikel erschien in der Zeitschrift twen. 1982 veröffentlichte Goude das Buch Jungle Fever, in dem er das Konzept und die Entwürfe zur One Man Show darlegte.

## Kommerzieller Erfolg, Film und spätere Alben

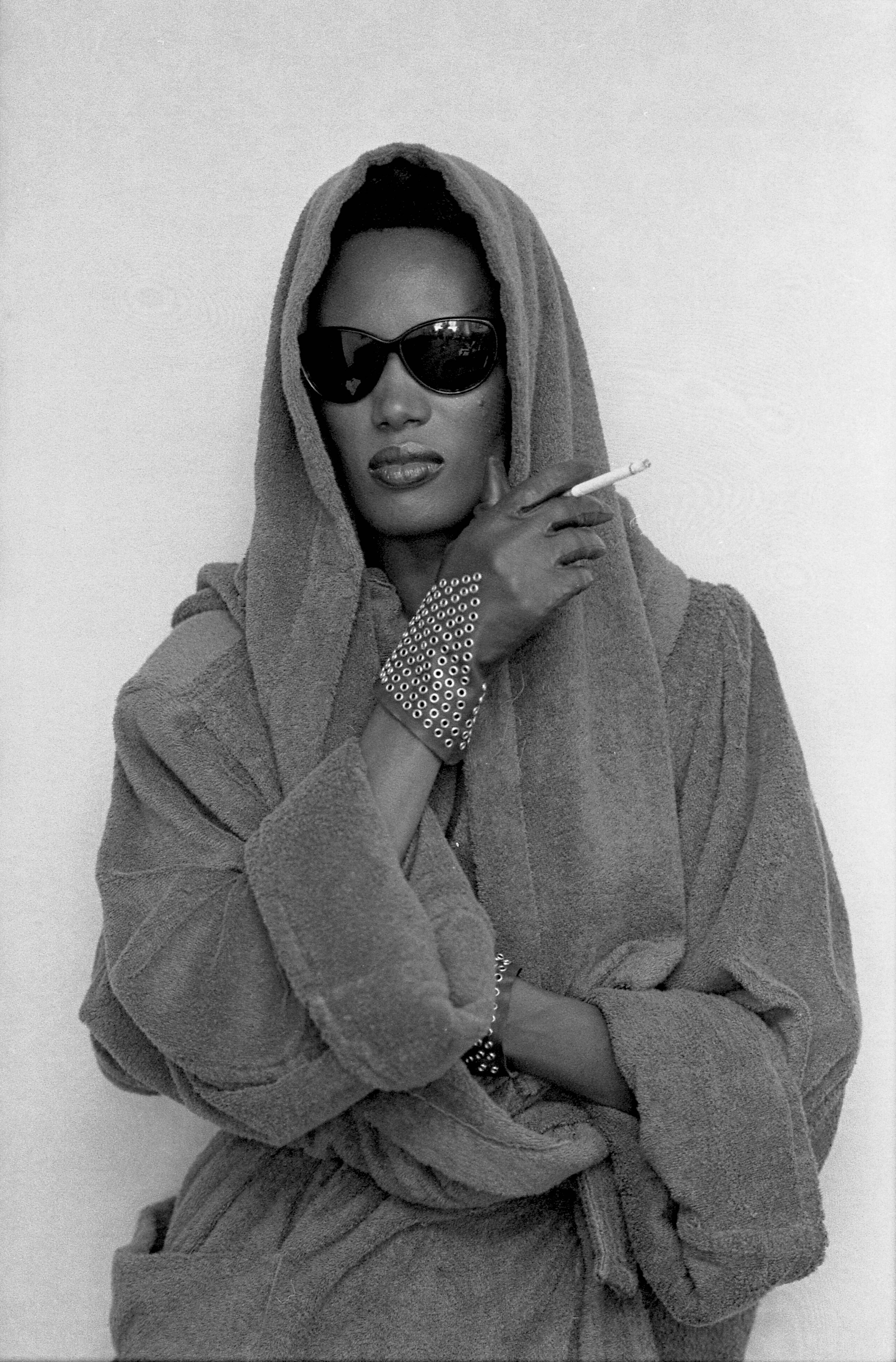
Grace Jones (1984)

1985 erschien nach der Greatest-Hits-Veröffentlichung Island Life das von Trevor Horn produzierte Konzeptalbum Slave to the Rhythm. Die gleichnamige Singleauskopplung erreichte Platz 4 in den deutschen Single-Charts und war ein internationaler Hit. Ein Jahr zuvor (1984) hatte Jones neben Arnold Schwarzenegger eine Hauptrolle in Conan der Zerstörer.
1985 spielte sie in James Bond 007 – Im Angesicht des Todes als May Day an der Seite von Christopher Walken Bonds Gegenspielerin. Zur Veröffentlichung des Films erschien sie auf dem Titel von Andy Warhols Zeitschrift Interview. Zusätzlich erschien sie auf dem Titel des Magazins Playboy. Der Beitrag beinhaltete eine Fotostrecke von Helmut Newton mit Jones und Dolph Lundgren, den die Sängerin 1981 während einer Tournee in Australien in Sydney kennengelernt hatte. Eine weitere Titelseite folgte für die englische Popzeitschrift The Face.
1985 erschien Jones in einer von Jean-Paul Goude gestalteten Werbung des französischen Autoherstellers Citroën, in der das neue Modell CX 2 beworben wurde. 1986 veröffentlichte sie das von Nile Rodgers produzierte Album Inside Story. Das Video zur ersten Single-Auskoppelung I’m Not Perfect (But Perfect for You) gestaltete Keith Haring, der den Körper von Jones mit Graffiti bemalte, Andy Warhol und der amerikanische Psychologe Timothy Leary hatten Gastauftritte. 1988 wurde ihr Titel I’ve Seen That Face Before (Libertango) Teil des Soundtracks von Frantic. Im selben Jahr erregte sie eine Medienöffentlichkeit, als sie den britischen Gastgeber Russell Harty in einer Fernsehsendung angriff, als dieser sich einem anderen Gast zuwandte. 1989 erschien das Album Bulletproof Heart im Dance- und Hip-Hop-Stil, an dessen Produktion neben Jones Chris Stanley, David Cole und Robert Clivilles beteiligt waren. Nach 1989 erschienen bis auf wenige Singleveröffentlichungen keine neuen Alben.
In den 1990er Jahren heiratete Jones den Türken Atila Altaunbay. Das Paar lebt mittlerweile getrennt, ist aber nicht geschieden.
Weitere Filmproduktionen, in denen Jones mitwirkte, waren Vamp von 1986, in dem sie die Hauptrolle des Vampirs Katrina spielte und eine ihrer Stage-Shows zitierte. 1987 spielte sie die MG-bewaffnete Sekretärin von Dennis Hopper in Straight to Hell, zusammen mit anderen Musikern, u. a. Elvis Costello. 1987 spielte Jones in Siesta, 1992 in Boomerang mit Eddie Murphy. 2001 spielte sie einen Hybrid, halb Mann halb Frau, im Horrorfilm Wolfgirl. 2007 war Jones in einer Nebenrolle in der Falco-Biographie Falco – Verdammt, wir leben noch! zu sehen.
2002 sang sie in Modena ein Duett mit Luciano Pavarotti auf dem Benefiz-Konzert Pavarotti & Friends für Angola. 2008 erschien das Album Hurricane, das von Ivor Guest produziert wurde. Nick Hooker führte Regie beim Video zur ersten Singleauskopplung Corporate Cannibal. Die Band bestand aus den Musikern Sly Dunbar, Robbie Shakespeare, Brian Eno, Bruce Woolley, Wally Badarou, Tricky, Wendy and Lisa, Uziah „Sticky“ Thompson, Mikey „Mao“ Chung, Barry Reynolds, John Justin, Martin Slattery, Philip Sheppard, Paulo Goude, Robert Logan, Don-E und Tony Allen. Das Album erschien am 7. November 2008 in Deutschland und schaffte den Sprung in die Top 20 der Albumcharts. 2009 kehrte Jones mit ihrer „Hurricane Tour“ auf die Bühne zurück und war auch in Deutschland zu sehen: Am 17. März 2009 trat sie im Tempodrom in Berlin auf, am 25. März 2009 in der Jahrhunderthalle in Frankfurt am Main und am 26. März 2009 in der Philipshalle in Düsseldorf.
2012 sang sie im Rahmen des Diamond Jubilee Concerts zu Ehren des 60. Thronjubiläums von Königin Elisabeth II. Slave to the Rhythm. Während der gesamten Dauer des Auftrittes ließ sie einen Hula-Hoop-Reifen um ihre Hüften kreisen.
Am 18. Mai 2016, am Vorabend ihres 68. Geburtstags, gab Grace Jones ein Konzert im Kölner E-Werk.
Das Schaffen von Grace Jones aus kulturkritischer, aber auch feministischer Perspektive wird in der Gegenwart teilweise als noch zu wenig hervorgehoben beurteilt. So verspottete sie schon gegen Ende der 1970er Jahre mit ihren Auftritten parodistisch traditionelle Stereotype, indem sie sie sich ironisch aneignete. Auch Geschlechtsstereotype, beispielsweise in den Rollen von Boxern, parodierte sie und fügte auf diese Weise aus Sicht feministischer Kritik der Ikonografie von Machtstrukturen einen ironischen Kommentar hinzu, unter anderem indem sie sich in Auftritten, lange bevor es Mode wurde, in einen Roboter mit einem aus der Modefotografie und Werbewelt angereichertem Selbstbild verwandelte. Sie eröffnete aus feministischer Sicht auf diese Weise einer kritischen schwarzen und weiblichen Perspektive Möglichkeiten öffentlicher Rede. Ihre Auftritte, die von einer Aura des Geheimen und Merkwürdigen (engl. ungefähr: „Strange“, auch das Leitmotiv von I’ve Seen That Face Before) umgeben sind, werden als mutig beurteilt auch aufgrund ihrer Orte, die nach Beurteilung feministischer Kritik weiß dominierte avantgardistische Kunstwelt um Goude, Warhol und Haring, aber auch das Umfeld der kommerziellen Kultur.
Jones sagte im April 2018, sie sei keine Feministin: „Ich schätze mich nicht als Feministin ein […] Ich mag keine Kategorisierungen […] Ich stehe immer für das Menschsein.“

## Diskografie

### Alben
| Jahr | Titel               | Höchstplatzierung, Gesamtwochen, AuszeichnungChartplatzierungen (Jahr, Titel, Platzierungen, Wochen, Auszeichnungen, Anmerkungen) | Höchstplatzierung, Gesamtwochen, AuszeichnungChartplatzierungen (Jahr, Titel, Platzierungen, Wochen, Auszeichnungen, Anmerkungen) | Höchstplatzierung, Gesamtwochen, AuszeichnungChartplatzierungen (Jahr, Titel, Platzierungen, Wochen, Auszeichnungen, Anmerkungen) | Höchstplatzierung, Gesamtwochen, AuszeichnungChartplatzierungen (Jahr, Titel, Platzierungen, Wochen, Auszeichnungen, Anmerkungen) | Höchstplatzierung, Gesamtwochen, AuszeichnungChartplatzierungen (Jahr, Titel, Platzierungen, Wochen, Auszeichnungen, Anmerkungen) | Anmerkungen                            |
| Jahr | Titel               | DE | AT | CH | UK | US | Anmerkungen                            |
| ---- | ------------------- | --- | --- | --- | --- | --- | -------------------------------------- |
| 1977 | Portfolio           | — | — | — | — | US109 (20 Wo.)US |                                        |
| 1978 | Fame                | — | — | — | — | US97 (8 Wo.)US |                                        |
| 1979 | Muse                | — | — | — | — | US156 (7 Wo.)US |                                        |
| 1980 | Warm Leatherette    | — | — | — | UK45 (2 Wo.)UK | US132 (10 Wo.)US |                                        |
| 1981 | Nightclubbing       | DE8 Gold · (20 Wo.)DE | — | — | UK35 (19 Wo.)UK | US32 (20 Wo.)US |                                        |
| 1982 | Living My Life      | DE46 (2 Wo.)DE | — | — | UK15 (23 Wo.)UK | US86 (20 Wo.)US |                                        |
| 1985 | Slave to the Rhythm | DE10 (20 Wo.)DE | AT7 (18 Wo.)AT | CH9 (11 Wo.)CH | UK12 (8 Wo.)UK | US73 (20 Wo.)US | Erstveröffentlichung: 28. Oktober 1985 |
| 1986 | Inside Story        | DE38 (9 Wo.)DE | AT15 (6 Wo.)AT | CH30 (1 Wo.)CH | UK61 Silber · (2 Wo.)UK | US81 (16 Wo.)US | Erstveröffentlichung: November 1986    |
| 1989 | Bulletproof Heart   | DE55 (7 Wo.)DE | — | — | — | — | Erstveröffentlichung: 31. Oktober 1989 |
| 2008 | Hurricane           | DE19 (6 Wo.)DE | AT23 (5 Wo.)AT | CH28 (6 Wo.)CH | UK42 (2 Wo.)UK | — |                                        |

grau schraffiert: keine Chartdaten aus diesem Jahr verfügbar
Weitere Alben
- 2011: Hurricane – Dub

### Kompilationen
| Jahr | Titel       | Höchstplatzierung, Gesamtwochen, AuszeichnungChartplatzierungen (Jahr, Titel, Platzierungen, Wochen, Auszeichnungen, Anmerkungen) | Höchstplatzierung, Gesamtwochen, AuszeichnungChartplatzierungen (Jahr, Titel, Platzierungen, Wochen, Auszeichnungen, Anmerkungen) | Höchstplatzierung, Gesamtwochen, AuszeichnungChartplatzierungen (Jahr, Titel, Platzierungen, Wochen, Auszeichnungen, Anmerkungen) | Höchstplatzierung, Gesamtwochen, AuszeichnungChartplatzierungen (Jahr, Titel, Platzierungen, Wochen, Auszeichnungen, Anmerkungen) | Höchstplatzierung, Gesamtwochen, AuszeichnungChartplatzierungen (Jahr, Titel, Platzierungen, Wochen, Auszeichnungen, Anmerkungen) | Anmerkungen                                |
| Jahr | Titel       | DE | AT | CH | UK | US | Anmerkungen                                |
| ---- | ----------- | --- | --- | --- | --- | --- | ------------------------------------------ |
| 1985 | Island Life | DE22 (18 Wo.)DE | AT10 Gold · (18 Wo.)AT | CH22 (5 Wo.)CH | UK4 Gold · (30 Wo.)UK | US161 (7 Wo.)US | alternativer Albumtitel: Dance Collection  |
| 2015 | Disco       | — | — | — | UK99 (1 Wo.)UK | — | enthält die Alben Portfolio, Fame und Muse |

Weitere Kompilationen
- 1984: Biggest Hits
- 1986: Greatest Hits Of
- 1993: The Ultimate
- 1996: Island Life 2
- 1998: Private Life: The Compass Point Sessions
- 2003: Classic Grace Jones
- 2003: The Best of Grace Jones
- 2006: The Grace Jones Story (2 CDs)
- 2006: The Ultimate Collection (Box mit 3 CDs)
- 2013: Icon

### Singles
| Jahr | Titel Album                                                        | Höchstplatzierung, Gesamtwochen, AuszeichnungChartplatzierungen (Jahr, Titel, Album, Platzierungen, Wochen, Auszeichnungen, Anmerkungen) | Höchstplatzierung, Gesamtwochen, AuszeichnungChartplatzierungen (Jahr, Titel, Album, Platzierungen, Wochen, Auszeichnungen, Anmerkungen) | Höchstplatzierung, Gesamtwochen, AuszeichnungChartplatzierungen (Jahr, Titel, Album, Platzierungen, Wochen, Auszeichnungen, Anmerkungen) | Höchstplatzierung, Gesamtwochen, AuszeichnungChartplatzierungen (Jahr, Titel, Album, Platzierungen, Wochen, Auszeichnungen, Anmerkungen) | Höchstplatzierung, Gesamtwochen, AuszeichnungChartplatzierungen (Jahr, Titel, Album, Platzierungen, Wochen, Auszeichnungen, Anmerkungen) | Anmerkungen                                                     |
| Jahr | Titel Album                                                        | DE | AT | CH | UK | US | Anmerkungen                                                     |
| --- | ------------------------------------------------------------------ | --- | --- | --- | --- | --- | --------------------------------------------------------------- |
| 1977 | Sorry / That’s the Trouble Portfolio                               | — | — | — | — | US71 (7 Wo.)US | Erstveröffentlichung: 1976                                      |
| 1977 | I Need a Man Portfolio                                             | — | — | — | — | US83 (6 Wo.)US | Erstveröffentlichung: 1975                                      |
| 1980 | Private Life Warm Leatherette                                      | — | — | — | UK17 (8 Wo.)UK | — |                                                                 |
| 1981 | Pull Up to the Bumper Nightclubbing                                | DE26 (9 Wo.)DE | — | — | UK53 Silber · (4 Wo.)UK | — |                                                                 |
| 1981 | I’ve Seen That Face Before (Libertango) Nightclubbing              | DE16 (24 Wo.)DE | — | CH9 (5 Wo.)CH | — | — | Erstveröffentlichung: 1980                                      |
| 1981 | Walking in the Rain Nightclubbing                                  | DE67 (7 Wo.)DE | — | — | — | — |                                                                 |
| 1982 | The Apple Stretching / Nipple to the Bottle Living My Life         | — | — | — | UK50 (4 Wo.)UK | — |                                                                 |
| 1983 | My Jamaican Guy Living My Life                                     | — | — | — | UK56 (3 Wo.)UK | — | Erstveröffentlichung: 1982                                      |
| 1985 | Slave to the Rhythm                                                | DE4 (19 Wo.)DE | AT7 (14 Wo.)AT | CH5 (12 Wo.)CH | UK12 (10 Wo.)UK | — |                                                                 |
| 1986 | Pull Up to the Bumper (Remix) / La vie en rose (Remix) Island Life | — | — | — | UK12 (9 Wo.)UK | — | Erstveröffentlichung: 1985                                      |
| 1986 | Love Is the Drug Island Life                                       | DE57 (5 Wo.)DE | — | — | UK35 (4 Wo.)UK | — | Erstveröffentlichung: 1980                                      |
| 1986 | I’m Not Perfect (But I’m Perfect for You) Inside Story             | DE39 (9 Wo.)DE | — | CH24 (2 Wo.)CH | UK56 (3 Wo.)UK | US69 (9 Wo.)US |                                                                 |
| 1987 | Party Girl Inside Story                                            | DE53 (6 Wo.)DE | — | — | — | — | Erstveröffentlichung: 1986                                      |
| 1990 | Amado mio Bulletproof Heart                                        | DE83 (4 Wo.)DE | — | — | — | — |                                                                 |
| 2000 | Pull Up to the Bumper Keep On Moving (It’s Too Funky in Here)      | — | — | — | UK60 (1 Wo.)UK | — | Grace Jones vs. Funkstar De Luxe                                |
| Folgende Lieder erschienen nicht als Single, wurden aber durch das Album zum Download und Streaming bereitgestellt und konnten somit eine Platzierung erlangen: |                                                                    | | | | | |                                                                 |
| |                                                                    | | | | | |                                                                 |
| 2022 | Move Renaissance                                                   | — | — | — | — | US55 Gold · (1 Wo.)US | Charteinstieg: 13. August 2022 Beyoncé feat. Grace Jones & Tems |

Weitere Singles
| - 1976: I’ll Find My Way to You / Again and Again - 1977: La vie en rose - 1978: Do or Die - 1978: Autumn Leaves Part. 1 & 2 (Les feuilles mortes) - 1978: Comme un oiseau qui s’envole - 1978: Am I Ever Gonna Fall in Love in N.Y. City - 1978: Fame - 1979: On Your Knees - 1980: Pars - 1980: A Rolling Stone - 1980: Breakdown - 1980: The Hunter Gets Captured by the Game - 1980: Warm Leatherette - 1981: Feel Up - 1981: Demolition Man - 1981: Use Me - 1982: Nipple to the Bottle - 1982: Unlimited Capacity for Love - 1983: Living My Life - 1983: Cry Now, Laugh Later | - 1985: Jones the Rhythm - 1986: Grace Jones Musclemix - 1986: Re-Mix Re-Mask - 1986: Crush - 1987: Victor Should Have Been a Jazz Musician - 1989: Love on Top of Love (Killer Kiss) - 1990: Megamix - 1992: 7 Day Weekend - 1993: Evilmainya - 1993: Sex Drive - 1996: Love Bites - 2003: Fly to the Cloud (William U feat. Grace) - 2004: Clandestine Affair (mit Tricky) - 2005: I’ve Seen That Face Before (Libertango) – Hell Interpretations (mit DJ Hell) - 2008: Williams’ Blood - 2008: Corporate Cannibal - 2009: Well Well Well - 2010: Love You to Life - 2011: Dancefloor (Brigitte Fontaine feat. Grace Jones) - 2014: Me! I Disconnect from You |

### Videoalben
| Jahr | Titel               | Höchstplatzierung, Gesamtwochen, AuszeichnungChartplatzierungen (Jahr, Titel, Platzierungen, Wochen, Auszeichnungen, Anmerkungen) | Höchstplatzierung, Gesamtwochen, AuszeichnungChartplatzierungen (Jahr, Titel, Platzierungen, Wochen, Auszeichnungen, Anmerkungen) | Höchstplatzierung, Gesamtwochen, AuszeichnungChartplatzierungen (Jahr, Titel, Platzierungen, Wochen, Auszeichnungen, Anmerkungen) | Höchstplatzierung, Gesamtwochen, AuszeichnungChartplatzierungen (Jahr, Titel, Platzierungen, Wochen, Auszeichnungen, Anmerkungen) | Höchstplatzierung, Gesamtwochen, AuszeichnungChartplatzierungen (Jahr, Titel, Platzierungen, Wochen, Auszeichnungen, Anmerkungen) | Anmerkungen                        |
| Jahr | Titel               | DE | AT | CH | UK | US | Anmerkungen                        |
| ---- | ------------------- | --- | --- | --- | --- | --- | ---------------------------------- |
| 2018 | Bloodlight and Bami | — | — | — | UK2 (18 Wo.)UK | — | Erstveröffentlichung: 9. März 2018 |

## Auszeichnungen für Musikverkäufe
| Goldene Schallplatte - Australien - 1997: für das Album Island Life - Brasilien - 2023: für das Lied Move - Europa (Impala) - 2009: für das Album Hurricane Platin-Schallplatte - Australien - 1997: für das Album Nightclubbing - Neuseeland - 1986: für das Album Slave to the Rhythm | 2× Platin-Schallplatte - Neuseeland - 1983: für das Album Living My Life 3× Platin-Schallplatte - Neuseeland - 1983: für das Album Nightclubbing - 1986: für das Album Island Life |

Anmerkung: Auszeichnungen in Ländern aus den Charttabellen bzw. Chartboxen sind in ebendiesen zu finden.
| Land/RegionAuszeichnungen für Musikverkäufe (Land/Region, Auszeichnungen, Verkäufe, Quellen) | Silber     | Gold     | Platin       | Verkäufe  | Quellen                   |
| -------------------------------------------------------------------------------------------- | ---------- | -------- | ------------ | --------- | ------------------------- |
| Australien (ARIA)                                                                            | —          | Gold1    | Platin1      | 105.000   | aria.com.au               |
| Brasilien (PMB)                                                                              | —          | Gold1    | —            | 20.000    | pro-musicabr.org.br       |
| Deutschland (BVMI)                                                                           | —          | Gold1    | —            | 250.000   | musikindustrie.de         |
| Europa (Impala)                                                                              | —          | Gold1    | —            | (100.000) | Einzelnachweise           |
| Neuseeland (RMNZ)                                                                            | —          | —        | 9× Platin9   | 175.000   | aotearoamusiccharts.co.nz |
| Österreich (IFPI)                                                                            | —          | Gold1    | —            | 25.000    | ifpi.at                   |
| Vereinigte Staaten (RIAA)                                                                    | —          | Gold1    | —            | 500.000   | riaa.com                  |
| Vereinigtes Königreich (BPI)                                                                 | 2× Silber2 | Gold1    | —            | 360.000   | bpi.co.uk                 |
| Insgesamt                                                                                    | 2× Silber2 | 7× Gold7 | 10× Platin10 |           |                           |

## Filmografie
- 1973: Jagd auf linke Brüder (Gordon’s War)
- 1976: Kaliber 38 genau zwischen die Augen (Quelli della calibro 38)
- 1976: Schinken mit Ei (Attention les yeux!)
- 1979: Armee der Liebenden – Aufstand der Perversen
- 1981: Deadly Vengeance
- 1981: Astro-Show Ein Spiel mit den Sternen (Fernsehserie, eine Folge)
- 1984: Conan der Zerstörer (Conan the Destroyer)
- 1985: James Bond 007 – Im Angesicht des Todes (A View to a Kill)
- 1986: Vamp
- 1987: Straight to Hell – Fahr zur Hölle (Straight to Hell)
- 1987: Siesta
- 1992: Boomerang
- 1995: Cyber Bandits
- 1998: McCinsey’s Island – Ein tierisches Duo (McCinsey’s Island)
- 1999: Palmer’s Pickup – Ein abgefahrener Trip (Palmer’s Pick Up)
- 1999: Beastmaster – Herr der Wildnis (BeastMaster, Fernsehserie, eine Folge)
- 2001: Wolfgirl (Wolf Girl)
- 2001: Shaka Zulu: The Citadel
- 2008: Falco – Verdammt, wir leben noch!
- 2015: Gutterdämmerung

## Preise und Nominierungen
- 1985: Saturn Award, Nominierung als beste Nebenrolle für Conan der Zerstörer

## Dokumentarfilm
Im September 2017 hatte der von Sophie Fiennes gedrehte Dokumentarfilm Grace Jones: Bloodlight and Bami auf dem Toronto Film Festival Premiere.
In den deutschen Kinos ist er seit dem 25. Januar 2018 zu sehen. Er wurde am 9. März 2018 auf DVD/Blu-ray veröffentlicht.
Der Filmtitel leitet sich aus dem jamaikanischen Slang für das rote Licht in Aufnahmestudios (Bloodlight) sowie der Bezeichnung einer Art Fladenbrot (Bami) ab.

## Autobiografie
- I’ll never write my memoirs. Gallery Books, New York 2015, ISBN 978-1-4767-6507-5. (Englisch, 386 Seiten).